# Royce White
Pour les articles homonymes, voir White.
Royce Alexander White, né le 10 avril 1991 à Minneapolis (Minnesota, États-Unis), est un joueur américain de basket-ball. Il mesure 2,03 m et joue au poste d'ailier.
Le 28 juin 2012, il est choisi en 16e position de la Draft 2012 de la NBA par les Rockets de Houston après son parcours universitaire avec les Cyclones d'Iowa State.
Royce White souffre d'hyper-anxiété ainsi que de la peur de prendre l'avion. Dans un championnat où les déplacements en avion sont quotidiens, il est laissé à part par les Rockets et ne prend pas part aux rencontres. En novembre 2012, il est envoyé s'aguerrir aux Vipers de Rio Grande Valley, en NBA Development League.
En juillet 2013, il est envoyé aux 76ers de Philadelphie avec les droits de Furkan Aldemir. Il sera coupé le 25 octobre 2013 par les Sixers sans avoir joué un match NBA.
Le 6 mars 2014, il est signé par les Sacramento Kings. Il fera ses grands débuts en NBA le 21 mars en jouant 56 secondes.
Il devient MVP de la Ligue nationale de basketball du Canada (NBL) à la suite d'une saison 2016-17 record avec les Lightning de London. Lors de cette saison il tourne à 20.1 points, 10.1 rebonds par match. Son équipe finit avec un bilan de 35 victoires pour 5 défaites.
Le 7 février 2019, il est annoncé comme nouvel arrivant pour la prochaine saison de la BIG3. Il faut en revanche qu'il soit drafté, condition pour participer.

## Clubs successifs
- 2012-2013 : Rio Grande Valley Vipers (D-League).
- 2014 : Reno Bighorns (D-League)
- 2014 : Sacramento Kings (NBA):
- 2016- : Lightning de London